# Laura Luzzatto Coen
Laura Luzzatto Coen (Trieste, 9 febbraio 1911 – Firenze, 26 marzo 1995) è stata una bibliotecaria e traduttrice italiana.

## Biografia
Diplomatasi a Trieste nel 1928, nello stesso anno si trasferì a Firenze per frequentare la Facoltà di lettere e filosofia; nel 1932 discusse la tesi di laurea su Niccolò Tommaseo con relatore Guido Mazzoni. Nel 1932-1933 frequentò la Scuola per Bibliotecari e Archivisti paleografi, sempre presso l’Università di Firenze. Vinse il posto presso la Biblioteca Nazionale Centrale di Firenze, dove lavorò dal 1933, occupandosi principalmente del «Bollettino delle pubblicazioni italiane», al 1939, anno in cui venne allontanata in ottemperanza delle Leggi razziali fasciste del novembre 1938; era infatti di origine ebrea, iscritta alla Comunità israelitica di Firenze dal 1930.
Nel gennaio 1938 si convertì alla religione cattolica e sposò il musicista Luigi Dallapiccola, incontrato nel 1931. Reintegrata in Biblioteca dopo la Liberazione, venne promossa nel giugno 1948 direttore di biblioteca di 3ª classe. Nel 1950 andò in pensione anticipata.
A partire dalla fine degli anni Cinquanta tradusse dal tedesco numerose opere.
Dopo la morte di Dallapiccola, il 19 febbraio 1975, si dedicò a ordinare il lascito del marito istituendo due Fondi, il primo presso l’Archivio Contemporaneo “Alessandro Bonsanti” del Gabinetto Vieusseux, il secondo presso la Biblioteca Nazionale Centrale di Firenze.
Morì a Firenze nel 1995.